# (2119) Schwall
(2119) Schwall es un asteroide perteneciente al cinturón de asteroides descubierto el 30 de agosto de 1930 por Maximilian Franz Wolf y Mario Ferrero desde el Observatorio de Heidelberg-Königstuhl, Alemania.

## Designación y nombre
Schwall se designó inicialmente como 1930 QG.
Más tarde, en 1980, a propuesta de Alfred Bohrmann, en honor del astrónomo alemán August Schwall (1877-1947).

## Características orbitales
Schwall orbita a una distancia media de 2,251 ua del Sol, pudiendo alejarse hasta 2,605 ua y acercarse hasta 1,897 ua. Tiene una excentricidad de 0,1573 y una inclinación orbital de 3,837 grados. Emplea en completar una órbita alrededor del Sol 1234 días.

## Características físicas
La magnitud absoluta de Schwall es 13,2.